# Maxwell Render
Maxwell Render — програма для створення комп'ютерної візуалізації (двигун програмної візуалізації), розроблений компанією Next Limit Technologies, заснованої розробниками Віктором Гонселсом і Ігнасіо Варгосом в 1998 році в Мадриді. Перший реліз у вигляді альфа-версії був представлений в грудні 2004, після 2 років розробки.
Maxwell Render є першою (за часом випуску) системою візуалізації, в якій прийнята так звана фізична парадигма. В основу всієї системи покладено математичні рівняння, що описують поведінку світла. З цієї причини візуалізація об'єктів проводиться за принципом «без припущень».
Програма використовувала алгоритм глобального освітлення, заснований на одному з варіантів алгоритму MLT (Metropolis light transport).
Вводячи в обіг реальні фізичні закони, Maxwell Render дозволяє уникнути тривалого і тонкого процесу налаштування параметрів візуалізації, який має місце у випадку більшості візуалізаторів (bised рендери), що працюють за іншим алгоритмами (FinalRender, Brazil, mental ray і подібні). Тому в системі реалізовані різні фізичні моделі.

## Версії програми
Перша альфа була випущена 4 грудня 2004; перший реліз-кандидат 2 грудня 2005. З останньою датою також пов'язані представлення Maxwell Studio і Material Editor. Подальші версії:
- Версія 1.0 (26 квітня 2006)
- Версія 1.1 (4 липня 2006 року)
- Версія 1.5 (23 травня 2007)
- Версія 1.6 (22 листопада 2007)
- Версія 1.7 (19 червня 2008)
- Версія 2.0 (23 вересня 2009)
- Версія 2.1 (18 липня 2010),
- Версія 2.5 (13 грудня 2010)
- Версія 2.6 (2 листопада 2011)
- Версія 2.7 (19 червня 2012)
- Версія 3.0 (4 грудня 2013)
- Версія 3.0.1 (2 квітня 2014 р.)

## Основні властивості

### Фізична модель освітлення
Світло в Maxwell Render розглядається як хвиля з певною поведінкою, відповідно справжньому. Це дозволяє уникнути численних проблем, які мають місце у випадку рендерів, що використовують фотонну модель.
Так, наприклад, світлова хвиля, впавши на поверхню, відбивається від неї за законом відображення. Так як в реальному світі не існує абсолютно чорних і абсолютно дзеркальних поверхонь, якась частка світла в будь-якому випадку буде відображена. У міру взаємодії з поверхнями, хвиля втрачає інтенсивність і поступово згасає. Всі ці процеси реалізовані в Maxwell Render.
У фізичну модель освітлення включені також фізично коректні джерела світла. Так, наприклад, колір джерела світла може бути заданий не тільки (і не стільки) значенням каналів RGB, але переважно температурою джерела світла або довжиною хвилі. Найближчий аналог цього підходу - фотометричні джерела світла в 3ds max.
Також у системі реалізована реалістичне навколишнє середовище (environment), що дозволяє отримати освітлення, яке відповідне реальному від Сонця і неба (як перешкоди). Ця модель відтворює всі характерні для небосхилу добові і погодні зміни. Наприклад, ближче до заходу переважаючими в спектрі стають червоно-оранжеві промені.
Завдяки такому алгоритму вдається уникнути артефактів та інших «Фотонних пасток», які мають місце у випадку не фізичних рендерів.

### Фізична модель поверхні
У Maxwell Render поверхню визначає тільки характер взаємодії з нею потоку світла (як і відбувається в реальному світі). Наприклад, колір поверхні визначається тільки відбитими від неї променями. Будь-які характеристики зовнішнього вигляду (глянцевість, ступінь віддзеркалення, прозорість, каламутність і т.і.) визначаються тільки властивостями матеріалу.
Такий підхід позбавляє користувача від тонкої настройки безлічі параметрів матеріалу - з одного боку. З іншого - вимагає прийняти іншу парадигму створення матеріалів об'єкта. Зокрема, колір поверхні - це колір відбитого світла. Для поверхні визначені два параметри, що відповідають за колір - колір при нахилі 90 градусів до лінії погляду, і колір при нахилі 0 градусів до лінії погляду. Це необхідно для того, щоб коректно розраховувати глянсуваті і віддзеркалюючі поверхні, у яких видимий колір змінюється залежно від кута нахилу до лінії погляду.
Другим важливим аспектом є робота в одиницях SI. Так, наприклад, прозорість матеріалу вимірюється не в відносних одиницях типу "opacity" або "transparency", а визначається здатністю матеріалу поглинати світло. Тому ступінь прозорості визначена, як максимальна глибина проникнення світла всередину поверхні (при товщині об'єкта, збільшуючи це значення, об'єкт буде непрозорий або не повністю прозорий).
Також фізична модель поверхні дозволила реалізувати реалістичне відтворення ефекту внутрішньо поверхневого розсіювання (англ. SubSurface Scattering), ступінь якого також визначена через фізичні характеристики поверхні.
Ще одним аспектом застосування фізичної моделі поверхні є можливість створити джерело світла з будь-якого геометричного об'єкта. Це не вимагатиме від користувача регулювати не завжди однозначні параметри подібних джерел світла, як в інших системах візуалізації. У разі Maxwell Render досить відрегулювати температуру поверхні джерела світла (температуру джерела світла) і ступінь світловіддачі (efficacy). Також можна задати потужність джерела світла в Ватах.

### Фізична модель камери
У Maxwell Render реалізована також фізично коректна модель знімальної камери, для якої визначені всі ті ж параметри, що і для реальної камери: контроль експозиції, глибини різкості, чутливості плівки, фокусної відстані, форми і стану діафрагми. Все це дозволяє працювати з віртуальною камерою так, як з реальною. При цьому параметри камери можна регулювати вже в процесі візуалізації.

### Інші можливості
Також у системі реалізовані наступні можливості: карти зсувів (Displacement), які розраховуються дуже акуратно, карти рельєфу (Bump), внутрішньо поверхневе розсіювання в тонких шарах (Thin SSS), таких як листя, папір, тонкі плівки і т.і., призначення джерелу світла параметрів розподілу на основі файлів IES і EULUMDAT. Як тип і форма діафрагми можуть бути також призначені растрові карти.
Підтримується поканальна візуалізація з наступними каналами:
- альфа-канал
- канал ідентифікатора матеріалу
- канал глибини (Z-Depth)
- канал тіні
- канал непрозорості
- канал ідентифікатора об'єкта

Результат візуалізації може бути збережений як HDR зображення.

## Компоненти Maxwell Render
Програма складається з трьох основних модулів, які тісно інтегровані один з одним.
- Maxwell Studio  - основний інструмент компонування сцен для візуалізації поза додатками тривимірної графіки. Містить повний набір інструментів для редагування властивостей об'єктів, джерел світла, камер, параметрів навколишнього середовища. Зберігає сцени у власний формат *. Mxs. Також в цьому форматі можуть бути збережені сцени в редакторах тривимірної графіки. Для подальшого відкриття в Maxwell Studio збереження в MXS необхідне.
- Maxwell Render  - власне програма для візуалізації, яка надає користувачеві можливість спостерігати і контролювати процес візуалізації сцени в реальному часі. Працює зі сценами у форматі MXS. Може бути запущений із зовнішнього додатку (при цьому відбувається приховане збереження візуалізіруемой сцени в формат MXS).
- Material Editor  - редактор матеріалів. Редактор тісно інтегрується в більшість зовнішніх додатків, надаючи свій інструментарій безпосередньо в середовищі створення сцени. Містить всі необхідні інструменти для редагування властивостей поверхні об'єктів, попереднього перегляду результату (як зразки пропонується безліч об'єктів) і збереження результату у формат MXM (формат файлів матеріалів Maxwell Render).
- Network components (Maxwell Monitor, Manager and Node) - компоненти для організації мережевої візуалізації.
- Plugins - додатки для інтеграції з іншими програмами

## Критика
Незважаючи на численні переваги, які дає фізична парадигма, час, необхідний для отримання якісного результату, зазвичай у багато разів перевищує аналогічний показник для не фізичних систем візуалізації. Тому для роботи переважно використовувати багатоядерні і багатопроцесорні конфігурації зі значним об'ємом оперативної пам'яті.
З іншого боку Maxwell Render дозволяє зосередитися на творчій стороні роботи, не вдаючись до тривалого і дуже трудомісткого налаштування параметрів освітлення, матеріалів і супутніх ефектів. При врахуванні всіх факторів, які для Maxwell Render є природними (каустику, глобальне освітлення, розсіювання, інтерференція та іншого) час якісної візуалізації для не фізичних систем значно підвищується.
Багато функції (наприклад, MultiLight) не мають аналогів в інших системах візуалізації.

## Інтеграція з іншим програмним забезпеченням
- 3ds MAX (з Maxwell Fire)
- ArchiCAD
- Autodesk Revit
- Autodesk VIZ
- Bonzai 3D
- Cinema 4D (з Maxwell FIRE)
- Form-Z (з Maxwell Fire)
- Houdini (з Maxwell FIRE)
- Lightwave
- Maya
- Microstation
- MODO (з Maxwell FIRE)
- Rhino3D
- SketchUp
- Softimage XSI (з Maxwell FIRE)
- SolidWorks
- After Effects
- NUKE
- Photoshop